# Трёхозерки (Нижегородская область)
Трёхозерки (тат. Өчкүл) — деревня в Краснооктябрьском районе Нижегородской области, входит в состав Ендовищенского сельсовета.

## Расположение
Село Трёхозерки расположено в 601 км от Москвы, 177 км от Нижнего Новгорода, 171 км от Саранска, 191 км от Чебоксар, 330 км от Казани.
Ближайшие населенные пункты Ендовищи, Карга, Красный Яр, Пошатово, Семёновка.

## История
Основной версией возникновения названия Трёхозерки называют расположение деревни близ трёх озёр.
Селение впервые упоминается в челобитной к боярину Б. И. Морозову от алатырских служилых татар, датированной 1660 годом.
К 1790 году в деревне насчитывалось 59 дворов и проживало 404 человека. В середине XVIII века была построена первая мечеть.
По данным на 1859 год селение Трех-Озер являлось казённой деревней Сергачского уезда Нижегородской губернии, в которой насчитывалось 65 дворов и проживало 575 человек.
После реформы 1861 года деревня вошла в Уразовскую волость.
К 1911 году в Трёхозерках насчитывалось уже 166 дворов, а в 1916 году население составляло 579 человек.

## Население
| 2002 | 2010 |
| ---- | ---- |
| 172  | ↘158 |